# 米德尔凯尔克
米德尔凯尔克（荷蘭語：Middelkerke，法語發音：[ˈmɪdəlˌkɛrkə]）是比利时弗拉芒大區西佛兰德省奥斯坦德区的一个市镇，北濒北海，通行荷蘭語，是弗拉芒社群的一部分，面积79.04平方千米，人口19,371人（2018年1月1日）。

## 友好城市
- 法國 埃佩尔奈（1967年）
- 德国 埃特林根（1971年）
- 德国 劳申贝格（1972年）
- 德国 索伦（1969年）
- 德国 比兴博伊伦（1967年）
- 英国 克利夫登（1991年）
- 比利时 瑟穆瓦河畔弗雷斯（1992年）